# Флиндерс Петри
Флиндерс Питри (енгл. Sir William Matthew Flinders Petrie; Чарлтон, 3. јун 1853 — Јерусалим, 28. јул 1942) је био енглески египтолог и пионир систематског методолошког приступа у археологији. Истраживао је најзначајније локалитете у Египту, попут Амарне и Абидоса. Многи га називају и оцем египатске праисторије.
Питри је проучавао гробне прилоге на простору Доњег и Горњег Египта и одредио хронолошки оквир прединастичког доба, које се још назива Накадским добом. Сматрао је да се египатска цивилизација прве династије појавила изненада и да ју је донела „раса“ страних освајача, што су оспорила археолошка ископавања, која су доказала аутохтоност раних цивилизација Горњег Египта.
Питри је предводио експедицију која је 1911. приликом ископавања на простору Хавара, открила гробницу Аменемхета III, где је подигнут велики комплекс који се састојао из храма и гробнице у виду пирамиде, димензија 120x300 m. На основу Питријевих забелешки савремени истраживачи су направили тродимензионалну реконструкцију тог комплекса.